# Gustav Zinnow

Gustav Zinnow

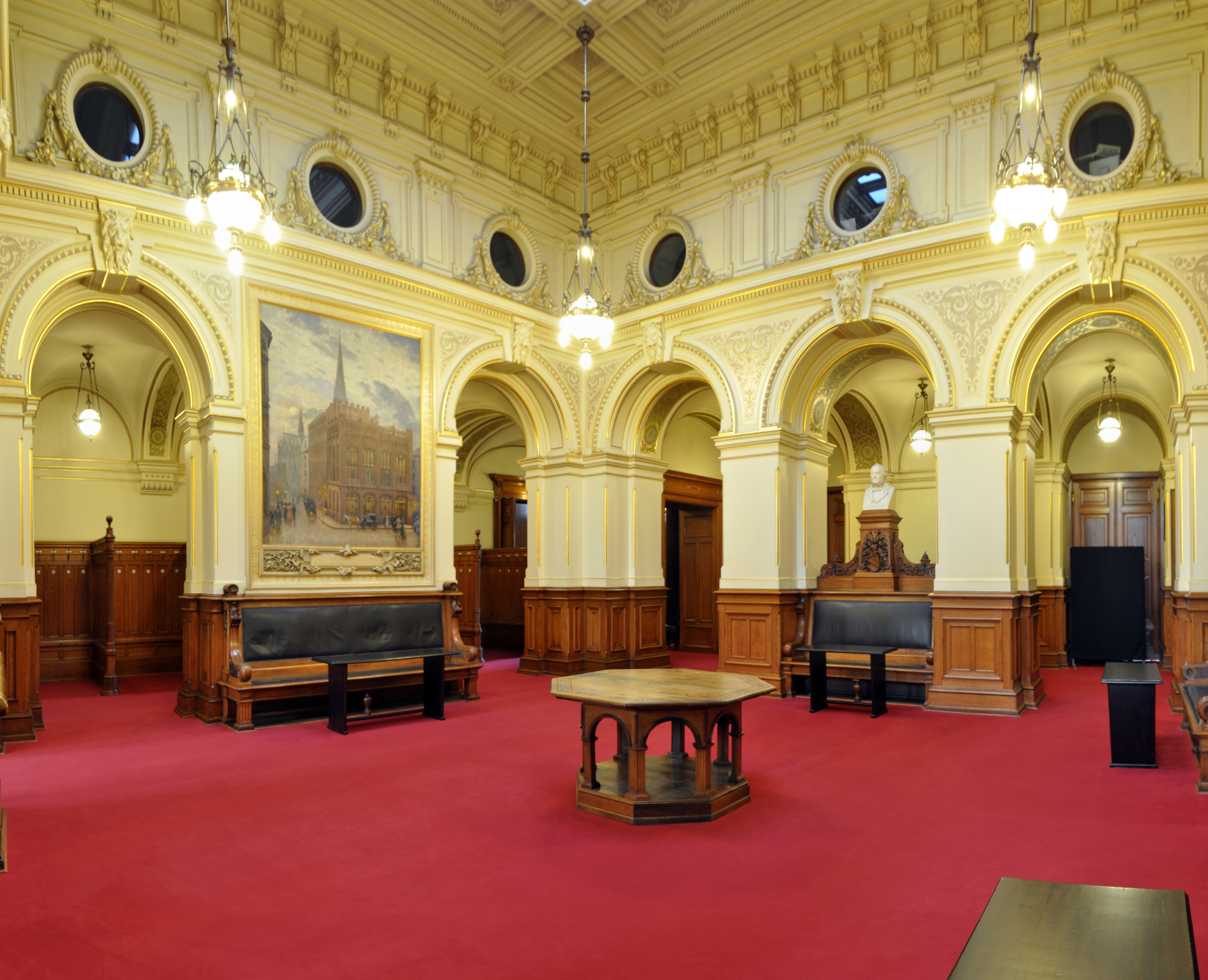
Bürgersaal im Hamburger Rathaus

Karl Friedrich Gustav Zinnow (* 26. Januar 1846 in Berlin; † 8. Januar 1934 in Hamburg) war ein deutscher Architekt. Zusammen mit seinem Partner Hugo Stammann prägte er mit zahlreichen Wohn- und Geschäftsbauten das Hamburger Stadtbild des ausgehenden 19. Jahrhunderts; besondere Bekanntheit erlangten beide als Miterbauer des Hamburger Rathauses.

## Leben
Anders als sein späterer Partner stammte Zinnow aus einfachen Verhältnissen: Seine Vorfahren waren Bauern, sein Vater Steinmetz in Berlin. Während der Choleraepidemie verlor Zinnow beide Eltern, kam ins Waisenhaus und wuchs später bei einer Großtante auf. Nach der Realschule begann er eine Maurerlehre und besuchte nebenher die Baugewerkschulen in Berlin und Holzminden. Nach Abschluss der Lehrzeit arbeitete er zunächst für seinen Berliner Lehrmeister, bevor er 1866 als Bauzeichner in das Büro von Franz Georg Stammann nach Hamburg wechselte. Parallel arbeitete er schon damals auch für dessen Sohn Hugo Stammann, der ihn 1873 als Partner aufnahm.
Gemeinsam errichteten sie im Zuge des Baubooms nach der Reichsgründung von 1871 zahlreiche Wohn- und Geschäftshäuser (u. a. für die Norddeutsche Bank am Neuen Wall). Sie führten aber auch öffentliche Aufträge wie den Um- und Ausbau des von Stammann senior errichteten Thalia-Theaters, die Zollvereinsniederlage von 1869/70 oder den Neubau des Heiligengeisthospitals in Eilbek 1883 aus.
Zinnow erbaute 1892 auch das – heute noch bestehende – Schulgebäude der vormaligen Rumbaumschen Schule in der Flora-Neumann-Straße 5 im Stadtteil St. Pauli (siehe Liste der Kulturdenkmäler in Hamburg-St. Pauli).
Bereits 1876 hatten sich Stamman & Zinnow mit weiteren Architekten (Martin Haller, Bernhard Hanssen, Wilhelm Emil Meerwein u. a.) zum sogenannten Rathausbaumeisterbund zusammengeschlossen, nach dessen Entwürfen der Neubau des Rathauses ab 1886 errichtet wurde. Stammann & Zinnow gestalteten dabei die Säle für die Hamburgische Bürgerschaft.
Nach Hugo Stammanns Tod führte Zinnow das Büro bis zum Kriegsausbruch 1914 allein weiter.

## Familie
Zinnow heiratete 1875 Bertha Philipine Beit (* 18. Juli 1851; † 22. Juli 1907), eine Schwester von Alfred Beit und Otto Beit, für deren Mutter Laura er 1890/91 im Hamburger Mittelweg 112 eine riesiges Stadtpalais realisierte. Zinnow selbst wohnte im Mittelweg 111.